# Офлайн-браузер
Часть браузеров поддерживают, кроме онлайн-режима, когда браузер пытается получить страницы с веб-сервера, офлайн-режим, при котором можно просматривать сохранённые копии ранее посещённых страниц. Офлайн-режим полезен, когда по какой-либо причине нет соединения с интернетом. Страницы либо неявно сохраняются в кэше браузера при посещении веб-сервера, либо браузер специально настраивается на сохранение и поддержание локальных копий определённых сайтов. Копии обновляются либо при восстановлении соединения, либо по расписанию. В качестве примера распространённого браузера, который поддерживает такую функциональность, можно назвать Internet Explorer.
Существуют браузеры, которые специально спроектированы на преимущественную работу в офлайн-режиме — создании локальных копий веб-страниц и сайтов. Их называют офлайн-браузерами.

## Некоторые офлайн-браузеры
- Free Download Manager (бесплатный)
- HTTrack (свободный (GNU GPL 3 или выше), кроссплатформенный)
- Offline Explorer
- Teleport Pro (Shareware)
- WebCopier
- Wget (свободный (GNU GPL 3 или выше), кроссплатформенный, интерфейс командной строки (CLI))